# Zavináč
@ nebo také v mluvené řeči zavináč je znak používaný v současné době především v e-mailové komunikaci, v e-mailové adrese odděluje jméno uživatele a jméno domény. Jeho původ je však mnohem starší a použití je mnohem rozmanitější.
Znak @ má v ASCII tabulce i kódování Unicode kód 64 (U+0040). Na české počítačové klávesnici jej lze obvykle vyprodukovat kombinací AltGr+V nebo AltGr+ě. V operačním systému Microsoft Windows lze znak zapsat také podržením levého Altu a postupným mačkáním číslic 6 a 4 nebo kombinací kláves Ctrl+Alt+V. Na linuxových a unixových operačních systémech lze zadat mj. pomocí následující po sobě jdoucí trojkombinace: Ctrl+Shift+U, 40, mezerník (podle hexadecimálního kódu Unicode; počátečních nul netřeba). Na Mac OS X lze zavináč napsat stisknutím alt+2 (na klávese je zavináč). Na anglické klávesnici se nachází na stejném místě jako číslo 2 (a na české ě) nad abecední částí klávesnice, lze tedy zapsat kombinací Shift+2.

## Původní a nepočítačové významy
Znak @ je symbolická zkratka pro anglickou předložku at s významem u, při, na. Symbol vznikl snad jako písařská ligatura z latinského ad obdobného významu jako anglické at (není to však potvrzeno a existují i alternativní hypotézy). Je znám rovněž pod názvem salamander (s výslovností salamandr).
Formální označení znaku commercial at pochází z použití pro udání jednotkové ceny, odpovídající českému po, např. „7 widgets @ £2 ea. = £14“ nebo „tomatoes @ 50c / pound“ (7 položek po 2 librách každá = 14 liber; rajčata po 50 centech za libru). Doslovný překlad komerční at se používá v češtině jen zřídka, obvykle současně s anglickým termínem jako jeho vysvětlení, a příliš se neujal. V českém prostředí se pro vyjádření jednotkové ceny ujalo francouzské písmeno à, další zkratka nebo značka tudíž nebyla potřeba.
Většina názvů znaku v románských jazycích je odvozena od názvu staré španělské měrné jednotky arroba, pro niž se symbol v historii také používal.
Ve španělsky a portugalsky hovořících zemích se tento znak využívá gramaticky – k vyjádření skutečnosti, že jsou zastoupena obě pohlaví. Konkrétně jde o většinou adjektivní (někdy též participiální nebo substantivní) koncovku množného čísla -os resp. -as. Pro úsporu místa se místo malditas y malditos profesores napíše pouze maldit@s profes. Toto použití je však nespisovné a není příliš doporučováno.[zdroj?]
V roce 2003 byl zavináč přidán do Morseovy abecedy – jako .--.-..

## Použití na Internetu a v počítačích
Velkého rozšíření došel v e-mailové adrese, kde je užíván ve svém hlavním významu jako oddělovač jména uživatele (část před zavináčem) od označení internetové domény, původně počítače (obvykle ve formě DNS jména), např. pepa@example.org (čtené jako „pepa zavináč example tečka org“, v angličtině „pepa at example dot org“) s významem „uživatel pepa na počítači (nebo v doméně) example.org“. Použití tohoto symbolu pro e-mailové adresy zavedl internetový průkopník Ray Tomlinson, přezdívaný Raper
Stejného zápisu se stejným významem se také používá u Jabberu, kde je tato adresa označována jako JID (Jabber ID).
Podle zavináče dokážou internetoví (spamovací) roboti, zkráceně spamboti, rozpoznat mailovou adresu, kterou potom přidávají do databáze pro rozesílání spamu. Doporučuje se proto vyhnout se uvádění pro roboty rozpoznatelné e-mailové adresy (resp. zavináče) přímo na webové stránce a raději znak pro zavináč opsat nějakým pro člověka srozumitelným způsobem – např. jmeno (zavináč) domena.cz.
U některých operačních systémů na unixové/linuxové bázi rovněž v příkazové nebo stavové řádce odděluje jméno uživatele od jména počítače. V programovacím jazyku Perl je @ prefixem pro proměnné obsahující pole.
V online diskusích bývá znak @ občas využíván jako vokativní prefix před jménem (přezdívkou) oslovovaného uváděným na začátku příspěvku namísto dvojtečky v postpozici, symbolu > nebo případně 2 (z anglické homofonie two-to, předložka „k“ respektive nepřímého předmětu odpovídajícího českému dativu). V některých komunitách se však zavináč nepoužívá jako prefix, ale naopak na konci přezdívky, což se více blíží původnímu významu zavináče.
@ rovněž označuje ve hře NetHack hlavního hrdinu.

### Použití v českém prostředí
V českém prostředí znak nemá před internetovým použitím tradici a v populárním povědomí se společně se svým českým názvem zavináč stal všeobecným symbolem pro „internetovost“ nebo počítačové technologie vůbec, je mísen s „www“.
Zavináč je jménem nebo součástí jména bývalého pořadu ČT o internetu, dvou různých internetových cen a řady websitů.
Znak @ je mnohdy používán namísto „a“ v podobném významu, v jakém se používá symbol & – et, ampersand); v češtině je toto použití motivováno jednak podobností se slučovací spojkou a, jednak použití zavináče mnohdy má naznačovat souvislost s počítači a internetem. Viditelnými příklady byly např. tituly románů Čapajev @ prázdnota, Ženy @ cizinci na konci tisíciletí a dokonce i příručky Internet @ §§§ (tj. „Internet a paragrafy“) od údajného předního odborníka na problematiku.
Občas je symbol @ používán jako jedna ze značek v jízdních řádech nebo jinde, kde se k označení poznámek používají nepísmenné znaky. Symbol není uveden mezi standardními značkami používanými v české silniční linkové dopravě podle § 3 odst. 2 a § 4 odst. 2 a přílohy vyhlášky č. 388/2000 Sb., o jízdních řádech. V Pražské integrované dopravě se používá v zastávkových jízdních řádech například jako jedna ze značek k označení zastávek v mezilehlém nebo koncovém úseku, do kterého zajíždějí pouze shodně označené spoje.
Významná je i podobnost znaku zavináč s bývalým logem televize Nova, které bylo tvořeno jakýmsi zavináčem bez písmene a uvnitř.

## Označení pro @ v různých jazycích
V češtině se slovo zavináč původně používalo (a stále používá) pro zavinutý řez z rybího masa a zeleniny, naložený v kyselém nálevu. Podle jeho tvaru se název vžil i pro znak, o němž pojednává zbytek hesla. Podobně zajímavé názvy má znak i v mnoha jiných jazycích.
- angličtina: salamander, commercial at („komerční v/ve“), at symbol, at sign, at mark, at („symbol, značka v/ve“), někdy také strudel, zřídka i each, these, vortex, whorl, cyclone, snail, ape, cat, rose, cabbage, amphora, ampersat.
- baskičtina: a bildu

čeština: zavináč, případně opisy (a v kroužku atd.)
- čínština – mandarínsky: xiao laoshu (小老鼠) („myška“) nebo: laoshu hao (老鼠號) („značka myš“)
- dánština: grisehale („prasečí ocásek“) nebo snabel-a („(zvířecí) tělo-a“)
- esperanto: heliko („šnek”), ĉe („u“)
- finština: ät-merkki, dle norem SFS; jiná jména: kissanhäntä, („kočičí ocásek“), miukumauku („mňau znak“)
- francouzština: arobase, arobasse (ze španělské váhové jednotky) a někdy také escargot („hlemýžď“)
- hebrejština: Strudel (שטרודל); spisovně, dle Academy of the Hebrew Language krukhit (כרוכית) („štrúdl“)
- nizozemština: apenstaartje („opičí ocásek“)
- italština: chiocciola („šnek“)
- japonština: attomaku (アットマーク) (zjevně anglické at mark)
- katalánština: arrova nebo ensaïmada („brioška“ = typický koláček z Majorky)
- korejština: golbaeng-i (골뱅이), dialektická forma slova daseulgi (다슬기) („malý sladkovodní šnek bez tykadel“)
- maďarština: kukac („červík“ nebo „larva“)
- němčina: At Zeichen (doslovný překlad anglického at sign), Klammeraffe („přítulná opička“, resp. druh opice „chápan“), Affenschwanz („opičí ocas“), nebo kaufmännisches A („obchodníkovo A“)
- norština: oficiálně krøllalfa („kudrnatá alfa“, nebo „alfa vír“), alternativně také alfakrøll
- polština: oficiálně atka, jinak též małpa („opice“) nebo małpka („opička“)
- portugalština: arroba (název staré váhové jednotky)
- ruština: sobaka (собака) („pes“)
- řečtina: papáki (παπάκι) („kachňátko“)
- slovenština: zavináč
- slovinština: afna („opička“)
- srbština: majmunče („opičátko“)
- španělština: arroba (název staré váhové jednotky)
- švédština: snabel-a („chobot-a“) nebo kanelbulle („skořicový závitek“)